# 4538 Vishyanand
4538 Vishyanand este un asteroid din centura principală de asteroizi.

## Descriere
4538 Vishyanand este un asteroid din centura principală de asteroizi. A fost descoperit pe 10 octombrie 1988 la Toyota de Kenzo Suzuki. Asteroidul prezintă o orbită caracterizată de o semiaxă mare de 2,42 ua, o excentricitate de 0,15 și o înclinație de 3,9° în raport cu ecliptica.